# Airborne (album)
Airborne is het debuutalbum van Don Felder als solo-artiest. Hij verwierf vooral bekendheid als gitarist van de Amerikaanse rockband Eagles. Het album werd in 1983 voor het eerst uitgebracht. Twee jaar eerder, in 1981, bracht Felder de single "Heavy Metal (Takin' A Ride)" uit. Dit nummer verscheen niet op het album, maar werd wel gebruikt voor de animatiefilm Heavy Metal. In dezelfde periode brachten ook Glenn Frey en Don Henley (andere leden van de Eagles) hun eerste solo-platen uit, respectievelijk No Fun Aloud en I Can't Stand Still.
Bij de opnames van het album werd Felder bijgestaan door onder anderen Timothy B. Schmit (eveneens lid van de Eagles), Kenny Loggins en Dave Mason. Op de hoes van het album staat de naam 'Felder' gedrukt als een parodie op het wereldberoemde gitaarmerk Fender.

## Composities
Alle nummers zijn geschreven door Don Felder, tenzij anders aangegeven.
1. Bad Girls - 4:48
2. Winners - 4:39
3. Haywire - 5:09
4. Who Tonight - 4:57
5. Never Surrender (Felder, Loggins) - 4:17
6. Asphalt Jungle - 4:11
7. Night Owl (Felder, Perry, Vitale) - 4:33
8. Still Alive - 4:48

## Bezetting
De bezetting van dit album was als volgt:
- Paulinho da Costa - percussie
- Nathan East - basgitaar
- Don Felder - synthesizer, gitaar, keyboard, zang, Synclavier
- Albhy Galuten - synthesizer, Synclavier
- George Hawkins - basgitaar
- Tris Imboden - drums
- Russ Kunkel - drums
- Joe Lala - percussie
- Kenny Loggins - zang, achtergrondzang

- Jeff Lorber - keyboard
- Lee Loughnane - trompet
- Anthony Marinelli - synthesizer, Synclavier
- Dave Mason - zang, achtergrondzang
- Michael Murphy - keyboard
- James Pankow - trombone
- George "Chocolate" Perry - basgitaar
- Timothy B. Schmit - zang, achtergrondzang
- Carlos Vega - drums
- Joe Vitale - fluit, percussie, drums, keyboard

Overig personeel
- Doug Breidenback - geluidstechnicus
- Greg Edward - geluidstechnicus
- Steve Gursky - geluidstechnicus
- Johnny Mandel - arrangeur
- Joel Moss - geluidstechnicus
- Jim Nipar - geluidstechnicus
- Carl Richardson - geluidstechnicus